# 尼古勞·洛巴托總統國際機場
尼古勞·洛巴托總統國際機場（葡萄牙語：Aeroporto Internacional Presidente Nicolau Lobato），之前稱科摩羅國際機場（英語：Comoro International Airport），機場位於東帝汶帝力，以東帝汶國家英雄尼古勞·洛巴托命名，除此之外帝力部分道路與總統府也使用其名字做為紀念。
跑道全长约1911m(约6270英尺)目前为止，機場跑道还无法起降比波音737或C-130運輸機更大的飛機。但在2008年1月，由葡萄牙包機航空公司歐洲大西洋航空运营的从里斯本至帝力的直达航班，使用了架波音757执飞，该航班載有140位葡萄牙國民共和國衛隊
成員。
在葡萄牙統治时期，包考机场有一條長於本機場跑道，曾經用作國際航班起降，但在1975年的印度尼西亞入侵東帝汶事件後，包考機場被印尼軍方接管并停止民航运营。

## 航空公司及目的地
（按航空公司英文名称首字母顺序排列）
| 航空公司                          | 目的地                                               |
| --------------------------------- | ---------------------------------------------------- |
| 澳洲連接航空（QF）                | 達爾文                                               |
| 北方航空（TL）                    | 達爾文                                               |
| 帝力航空（8G）                    | 國內：包考、歐庫西、蘇艾 國際：新加坡、峇里島、厦门  |
| 馬印航空                          | 吉隆坡                                               |
| 加魯達印尼航空（GA） 〔天合聯盟〕 | 峇里島                                               |
| 連城航空 (QG)                     | 峇里島                                               |
| 使命航空                          | 阿陶羅島、包考、聖保羅、瑪利亞娜、薩姆、蘇艾、維克克 |

## 外部連結
- 世界航空数据库中的WPDL机场数据，数据截止日期：2006年10月。